# Roma spogliata/Se il letto mio volasse
Roma spogliata/Se il letto mio volasse è il primo 45 giri di Luca Barbarossa, pubblicato nel 1981.

## Il disco
Dopo aver ottenuto un contratto discografico con la Fonit Cetra, Barbarossa partecipa al Festival di Sanremo con Roma spogliata, brano acustico con un arrangiamento country, che descrive in modo disincantato ma con affetto la capitale; la canzone ottiene un buon risultato, classificandosi al quarto posto e diventando in breve tempo un successo.
Il brano sul lato B, Se il letto mio volasse, è una delicata canzone d'amore acustica. Quest'ultimo brano è stato in seguito incluso nella prima ristampa in CD del primo album del cantautore, a differenza della versione del 45 giri di Roma spogliata, in quanto quella presente sull'album contiene alcune sovraincisioni, ad esempio il pianoforte di Antonello Venditti, ed è stata ricantata da Barbarossa.
Il disco, che entra in hit parade, è stato registrato allo Studio Mammuth di Roma, ed i tecnici del suono sono Pino Bernardini e Kiko Fusco (componente della Schola Cantorum.
Le canzoni sono entrambe scritte da Barbarossa, e sono di proprietà delle Edizioni musicali Usignolo.

## Musicisti
- Luca Barbarossa: voce, chitarra
- Piero Montanari: basso
- Roberto Colombo: pedal steel guitar
- Walter Scebran: batteria
- Shel Shapiro: pianoforte, Fender Rhodes
- Antonello Venditti: pianoforte
- Aldo Banfi: synth
- Luciano Ciccaglioni: chitarra acustica
- Tino Fornai: violino